# Gioia Sannitica
Gioia Sannitica är en ort och kommun i provinsen Caserta i regionen Kampanien i Italien. Kommunen hade 3 545 invånare (2017).